# Distrofia macular en alas de mariposa
La distrofía macular en alas de mariposa, también llamada distrofia pigmentaria foveal
en alas de mariposa, es una enfermedad del ojo hereditaria que comienza en la edad adulta y afecta a la retina, principalmente a su zona central o fóvea. La primera descripción fue realizada en 1970 por el oftalmólogo August F. Deutman. Se trata de una afección benigna que tiene pocos repercusiones y solamente provoca disminución leve de la agudeza visual. Se diagnostica al observarse el fondo de ojo con un oftalmoscopio, apreciándose en la zona central de la retina o fóvea, una serie de lesiones que tienen un color más oscuro que el de la retina normal, las cuales adoptan un aspecto característico por ser ramificadas. El nombre de la afección proviene de que afecta a la zona central de la retina, llamada mácula, y al aspecto de las lesiones que pueden recordar las alas de una mariposa. Los individuos afectados presentan una agudeza visual normal o ligeramente disminuida, la visión nocturna es buena y la discriminación de colores es normal. Pueden existir pérdidas parciales del campo visual en su zona central (escotoma). El patrón de herencia familiar es autosómico dominante y se han descrito diferentes mutaciones que producen la enfermedad, la mayoría situadas en el cromosoma 6 o el cromosoma 5, por lo que se cree que en realidad se trata de un grupo de trastornos heterogéneos que se agrupan bajo esta denominación. Hasta el momento no existe ningún tratamiento establecido para curar la afección.